# Epierus toxopei
Epierus toxopei är en skalbaggsart som beskrevs av Desbordes 1926. Epierus toxopei ingår i släktet Epierus och familjen stumpbaggar. Inga underarter finns listade i Catalogue of Life.